# 小川祐忠
小川 祐忠（おがわ すけただ）は、戦国時代から安土桃山時代にかけての武将、大名。伊予国分城主。通称は佐平次、孫一郎。官位は土佐守、左近太夫。別名で小川 宗氏（おがわ むねうじ）とも言う。

## 生涯

### 小川氏の出自
近江小川氏（小河氏）の出自には複数説があり、祐忠の小川氏は、後年の系図では宇多源氏佐々木氏支流（源姓）を称すが、『近江中原系図（江州中原氏系図）』では天武天皇の子・舎人親王の子孫・中原成俊の玄孫・甲良仲平の子・満平を小川氏の祖（中原姓）としており、『近江輿地誌』では藤原氏秀郷流下河辺氏（藤原姓）の流れであるとされ、源頼朝の家臣・下河辺行平の末裔が近江国神崎郡小川村に土着して小川氏を称した小川左京進が祖であるとしている。
ただし、近江国では甲賀郡小川村に小川城（小川山城）を築いた鶴見長実の子孫も代々小川氏を称しており、混同しやすい。この人物は前関白近衛家基に仕えて信楽に入り、近衛経平の命令で近衛家の荘園を守るために小川城を建てた。子孫は信楽地頭となり、足利尊氏に仕えて六角氏の家臣となった。その後、六角氏が衰退するとこの小川氏は、小川城を多羅尾氏に奪われて城主の小川成俊は山城国に逃げている。鶴見氏は大伴姓で豊後国速見郡鶴見郷を本貫地とするものであり、同姓の小川で同じく六角氏家臣であったが、これらとは系譜が異なる。『信長公記』にある祐忠が城主であったという「小川之城」も、甲賀郡にあった山城とは別の城を指しており、祐忠の小川城は神崎郡で場所も異なり平城であった。
応仁の乱後、南近江で六角氏と京極氏が対立すると、犬上郡を支配下に置いた六角氏が、境の佐和山に城を築き、家臣・小川左近太夫を佐和山城主としたとあるが、これが祐忠の祖父か曾祖父であると考えられる。戦国時代後期には北近江の浅井氏の勢力が南下しており、近江の国衆・小川伯耆守は2代目城主として佐和山城を磯野員吉に明け渡して、以後は浅井氏に属した。
祐忠の父は壱岐守という受領名しかわらからないが、これが小川孫三郎という人物であるならば、壱岐守の先代の和泉守が長兄・孫一郎（嫡男の世襲名）で伯耆守は次兄とも考えられるし、壱岐守の父が和泉守であるとするならば伯耆守は大叔父にあたるのかもしれない。伯耆守から土佐守までの経緯はわからないが、いずれにしても、観音寺騒動のあった永禄年間の半ばには、小川土佐守である祐忠の代となっていた。

### 織豊時代
元亀元年（1570年）、6月の姉川の戦い後、9月に本願寺11世法主・顕如は、三好三人衆・浅井･朝倉らと同盟して、各地の一向宗門徒に檄を飛ばし、織田信長に対する徹底抗戦を宣言した。近江の一向一揆衆は金森御坊を中心に蜂起し、浅井勢の一つである祐忠もこれに加わった。信長はこの年は志賀の陣などあって南近江の鎮圧ができなかったが、翌元亀2年（1571年）に磯野員昌が佐和山城を譲り渡す形で投降して近江口が開けたので、9月1日、佐久間信盛、中川重政、柴田勝家、丹羽長秀が率いる軍勢を志村城（新村城）に差し向けて攻略し、670もの首級を取った。（神崎郡の）小川城に立て篭もっていた祐忠はこれを見て人質7人を差し出して降伏することにし、勝家に伴われて佐和山で信長に拝謁して赦免され、所領も安堵された。
天正元年（1573年）、槇島攻めに従軍。
天正7年（1579年）、安土城の築城に際して堀田左内、青山助一とともに瓦奉行を命じられている。また、この頃から信長に茶会を免許されており、祐忠は後年は茶人としても名が知られていたことが『太田牛一雑記』にある。
天正9年（1581年）と翌年の2年連続で、正月の左義長に北方東一番の近江衆（平野定久・多賀常則・後藤高治・蒲生氏郷・京極高次・山崎賢家・山岡景宗・小川祐忠）として爆竹を携えて出場した。
天正10年（1582年）、本能寺の変により織田信長が横死すると、近江国を制圧した明智光秀の傘下に入って、山崎の戦いにも出陣したが敗北。他の近江衆同様に羽柴秀吉に降伏した。清洲会議では、北近江が柴田勝家の領土となったので以後はその傘下となり、勝家の養子・柴田勝豊に家老として仕えた。しかし天正11年（1583年）の賤ヶ岳の戦いの前に、長浜城を包囲された勝豊が大谷吉継の調略を受け入れて秀吉に寝返ったために、結果的に羽柴側となり、勝豊はいくさが始まる前に病死したので、その死後は秀吉の直臣となって本戦では柴田勢と戦った。
天正12年（1584年）、小牧・長久手の戦いには兵250を率いて参陣。羽柴秀次の中入りにも中軍の一隊の将として加わった。
国替えとなり、大和国郡山の辺りで3万石の扶持を与えられたというが、時期ははっきりしない。
天正18年（1590年）の小田原征伐にも参陣して武功を立て、従五位下土佐守に叙任された。
文禄元年（1592年）の文禄の役では、留守番衆の1人として肥前名護屋城に在陣したが、同2年（1593年）に朝鮮へ渡海して、5月の金海後巻き（退却戦の意味）で、伊達政宗と共に浅野長政を救援する功を立てた。この後、帰国して伏見城普請に参加。この頃の石高を『当代記』では1万2,000石とする。

### 伊予の大名から改易・減封まで
文禄4年（1595年)に福島正則が尾張清洲城に転封したのに伴い、伊予国今治7万石を与えられた。
慶長3年（1598年）、朝鮮安骨浦に滞在中に客死した池田景雄（秀雄）の後を受けて、その遺領（伊予国越智郡2万石）から国分城（国分山城、府中城）を与えられ、城主となった。『國領系圖』によればこの年に祐忠は隠居して、祐滋（良氏）に家督を継がせた。
同年3月の醍醐の花見においては三番茶屋を立て、茶室内には狩野山楽や長谷川宗仁ら当代一流の絵師に馬、鷹などを描いた襖絵を描かせた。太閤検地にも関わり、7月24日に西笑承兌から越前の検地が完了し、総奉行の長束正家以下の奉行衆が上洛した事に関する書状「西笑和尚文案」を受け取っている。8月に秀吉が亡くなると、遺物として三原（刀剣）を賜った。
慶長5年（1600年）、関ヶ原の戦いが起こると、西軍に与して、北国口守備にあたった後、大谷吉継ら北陸勢と共に美濃路を下って、関ヶ原近くの山中村に陣を布いた。この間、親族の一柳直盛に家臣の稲葉清六を派遣して西軍への勧誘を行っているが拒絶されている。関ヶ原本戦では、脇坂安治、朽木元綱、赤座直保と共にすでに東軍に内通しており、小早川秀秋の寝返りに呼応して寝返った。その際、三成と親交深い息子の祐滋が東軍への寝返りを断固拒否して、老臣たちから諫められ最終的に同意したとの記述が『大三川志』巻之五十三にある。本戦では家臣・小川甚助の郎党・樫井正信（太兵衛）が平塚為広を討ち取るなど武功を上げた。戦後、佐和山城攻略戦にも参加した。
しかし、藤堂高虎に約束されていた内応への賞賜はなく、通款を明らかにしなかったことを逆に咎められて、身柄は東軍として戦功のあった一柳直盛に預けられ、その嘆願により死一等を減じられたが、内応に応じたにもかかわらず改易とされた。改易の理由について、『野史』は本人の資質の欠如と領内悪政を上げ、祐忠・祐滋の親子が共々に石田三成と昵懇であったことを徳川家康が嫌ったためであったとも言う。また所領を没収された理由として､祐忠がいつも弱きを捨てて強きにつくということを諸人が訴えたためであるからともいわれている（『当代記』）｡ただし、改易された後に家督を継いだ息子の光氏はすぐに大名に取り立てられており（後述）、実際には減封であった可能性もある。
その後、祐忠は京に隠棲。『武徳安民記』に「近比病死ス」とあるが、最終的には慶長6年に近江国高島郡で没して同地には墓があったが、現存しない。代わりに浄立寺に石碑がある。また、旧領国である伊予国分寺にも祐忠のものと伝わる供養塔が残る。

## 子孫
小川祐忠には三子があったが、減封後は祐滋に代わり光氏が跡を継ぎ、一旦、日田藩主に封じられて再興したが、無嗣断絶して再び所領を没収された。祐忠の従弟にあたる旗本の小川又左衛門と小川藤左衛門が後に同地の代官となるが、寛文5年（1665年）に子孫が農民訴訟を起こされてこれも改易となっている。後年、一族の小川勝次が由緒書を出して幕府にその子孫を主張しているが、その中でも「小川家乃断絶」とあり、系譜は絶えた。
断絶していた小川家は、江戸時代に柴田勝豊の孤児（の子孫）を称する者が相続していたが、天保年間に柴田姓から小川姓にして再興している。
また、小川祐忠の子を自称した萬屋平右衛門以外にも、小川氏の同族を称した家系はいくつかあり、小石川養生所の開祖・小川笙船を輩出した小川氏もその一つで、近江から江戸に出てきて、幕末まで代々養生所肝煎を務めた。この小川家には医術の道に進む者がおり、藤沢宿でも別家が医師となっている。